# Понто
Понто (фр. Ponthaux) — громада  в Швейцарії в кантоні Фрібур, округ Сарін.

## Географія
Громада розташована на відстані близько 35 км на південний захід від Берна, 9 км на захід від Фрібура.
Понто має площу 5,9 км², з яких на 6,6% дозволяється будівництво (житлове та будівництво доріг), 70,8% використовуються в сільськогосподарських цілях, 22,4% зайнято лісами, 0,2% не є продуктивними (річки, льодовики або гори).

## Демографія
2019 року в громаді мешкало 750 осіб (+16,6% порівняно з 2010 роком), іноземців було 8,5%. Густота населення становила 127 осіб/км².
За віковим діапазоном населення розподілялося таким чином: 26,7% — особи молодші 20 років, 59,2% — особи у віці 20—64 років, 14,1% — особи у віці 65 років та старші. Було 268 помешкань (у середньому 2,8 особи в помешканні).
Із загальної кількості 145 працюючих 37 було зайнятих в первинному секторі, 20 — в обробній промисловості, 88 — в галузі послуг.